# 황하이양
황하이양(중국어 간체자: 黄海洋, 정체자: 黃海洋, 병음: Huáng Hǎiyáng, 한자음: 황해양, 1985년 11월 1일~)은 중화인민공화국의 펜싱 선수로 주 종목은 사브르이다. 2008년 하계 올림픽에서 여자 사브르 단체전 은메달을 획득했고 세계 선수권 대회에서 은메달 1개를 획득했다.